# 泊岸村
泊岸村（とまりきしむら）は、日本の領有下において樺太に存在した村（指定町村）。
泊岸という地名は、アイヌ語の「トマリ・ケシ」（入江の外れ）、「トマリ・ケシ・ナイポ」（港の岸にある小川）に由来。
当該地域の領有権に関する詳細は樺太の項目を参照。現在はロシア連邦がサハリン州ヴァフルシェフ、ノーヴォエなどとして実効支配している（行政区画は一致しない）。

## 概要
多来加湾に面していた。村内には京都帝国大学の演習林が存在した。また村内を流れる古丹岸川沿いに炭鉱も存在したほか、上流部では林業が盛んであり、鉄砲堰が組まれて生産された木材の流送も行われていた。
- 泊岸村の町並み

## 歴史
- 1915年（大正4年）6月26日 - 「樺太ノ郡町村編制ニ関スル件」（大正4年勅令第101号）の施行により、新問郡新問村、敷香郡内路村が行政区画として発足。敷香支庁が管轄。
- 1922年（大正11年）10月 - 新問村の所属郡が元泊郡、管轄支庁が元泊支庁にそれぞれ変更。
- 1923年（大正12年）4月1日 - 元泊郡新問村・敷香郡内路村が合併して元泊郡新路村となる。
- 1924年（大正13年）4月1日 - 新路村から新問地域を含めた地域が分立し、泊岸村が成立。
- 1929年（昭和4年）7月1日 - 樺太町村制の施行により二級町村となる。
- 1943年（昭和18年）4月1日
  - 「樺太ニ施行スル法律ノ特例ニ関スル件」（大正9年勅令第124号）が廃止され、内地編入。
  - 指定町村となる。
- 1945年（昭和20年）8月22日 - ソビエト連邦により占拠される。
- 1949年（昭和24年）6月1日 - 国家行政組織法の施行のため法的に樺太庁が廃止。同日泊岸村廃止。

## 村内の地名
| - 新問（にいとい） - 東問串（ひがしといくし） - 蛯毛（えびけ） - 大股（おおまた） - 茂受（もうけ） - 開北峠（かいほくとうげ） - 新問沢（にいといざわ） - 二股（ふたまた） - 春日沢（かすがざわ） - チニウシ | - ニュシオポポシ - ムヌシオポポシ - ノテト - 野手戸岬（のてとみさき） - ヤンゲナイポ - ナンベウェ - チシプトマリ - モエンルン - ウツナイ |

| - 泊岸 - 泊岸炭鉱 - 久茶（くちゃ） - 羽牛（はうし） - 掛牛（かけうし） | - 茶呉（ちゃくれ） - 古丹岸（こたんきし） - 倍加留（ばいかる） - 東宗仁（ひがしそうに） - 股木沢（またきざわ） |

（）

## 出身者
- 堀達也 - 第13-14代北海道知事。

## 地域

### 教育
以下の学校一覧は1945年（昭和20年）4月1日現在のもの。
- 樺太公立泊岸国民学校
  - 炭山分教場
- 樺太公立新問国民学校